# John W. McCormack

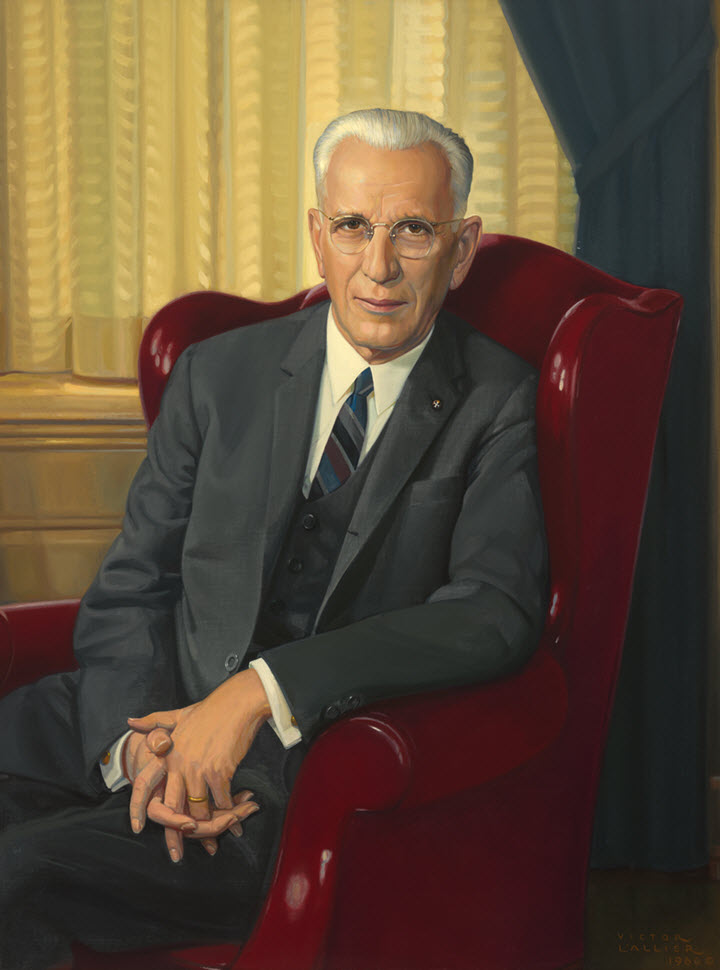
John W. McCormack (1966)

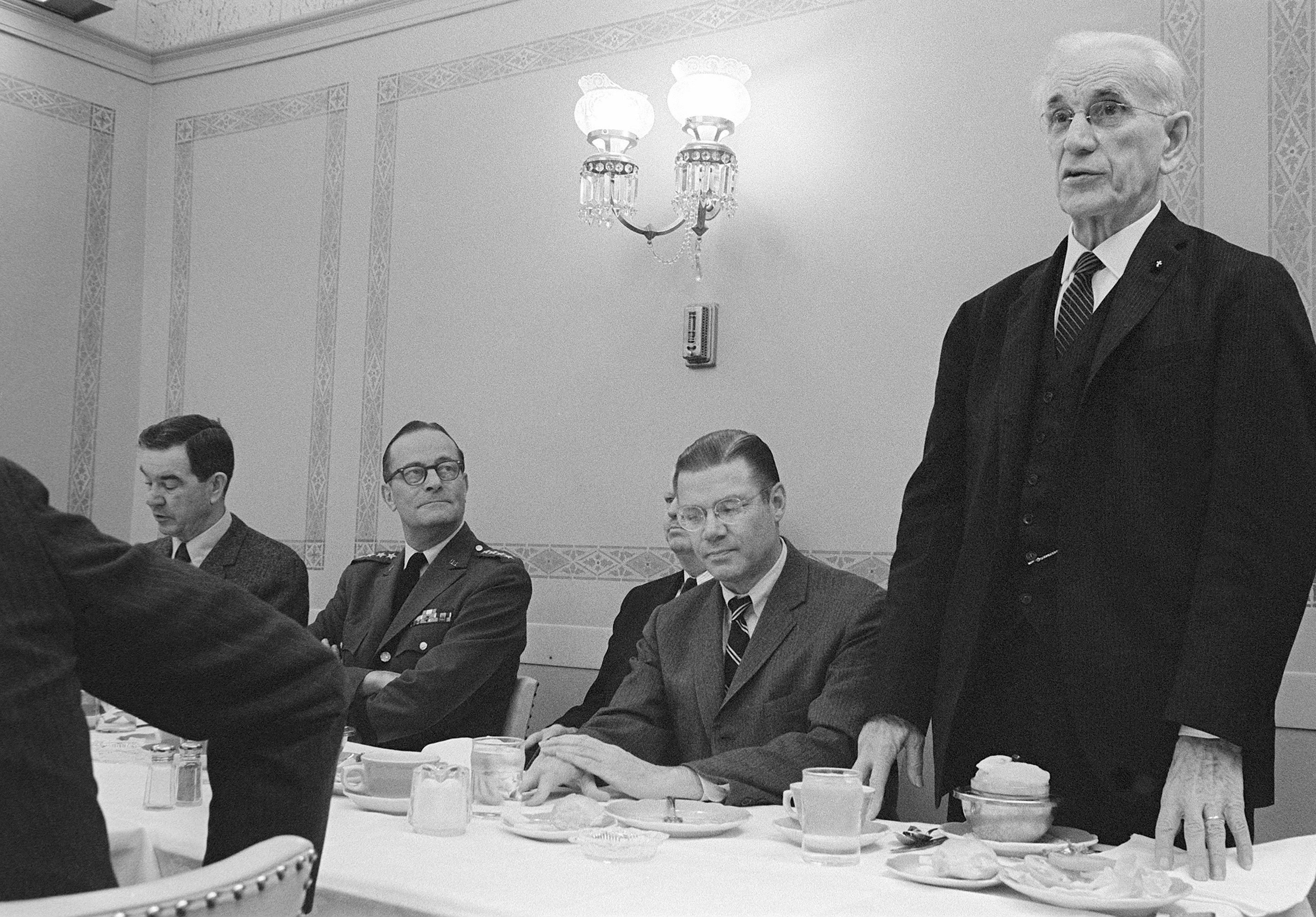
John W. McCormack (rechts stehend) spricht 1966 vor dem Verteidigungsministerium

John William McCormack (* 21. Dezember 1891 in Boston, Massachusetts; † 22. November 1980 in Dedham, Massachusetts) war ein US-amerikanischer Politiker. Er übte von 1962 bis 1971 das Amt des Sprechers des Repräsentantenhauses aus und war Mitglied der Demokratischen Partei. Dem Kongress gehörte er seit 1928 an.

## Leben
McCormack wurde in Boston als Sohn eines Maurers geboren. Seine Großeltern waren aus Irland in die Vereinigten Staaten eingewandert. Da sein Vater früh starb, musste er schon mit 14 Jahren mit Hilfsarbeiten, unter anderem als Zeitungsträger und Laufbursche, den Lebensunterhalt für die Familie verdienen. Nachdem er eine Anstellung bei einem Rechtsanwalt gefunden hatte, ermutigte dieser ihn, in Abendschulen eine Ausbildung zum Juristen zu machen. Im Jahr 1913 wurde er in Massachusetts von der Rechtsanwaltskammer vor Gericht zugelassen. Nachdem er in Boston eine Anwaltspraxis eröffnet hatte, nahm er 1917 am Verfassungskonvent von Massachusetts teil. Im Ersten Weltkrieg war er danach ebenfalls tätig.
McCormack gehörte der Demokratischen Partei an, für die er von 1920 bis 1922 im Repräsentantenhaus von Massachusetts saß. Ab 1923 war er im Staatssenat vertreten, dem er bis 1926 angehörte. Seit 1925 war er dort Fraktionsführer der Demokraten. Im Jahr 1929 zog McCormack für Massachusetts ins Repräsentantenhaus der Vereinigten Staaten ein. Er wurde am 16. September 1940 Majority leader der Demokraten und blieb dies, bis auf zwei Legislaturperioden von 1947 bis 1949 und von 1953 bis 1955, bis 1961. In dem Jahr starb Sam Rayburn, der bis dato das Amt des Sprechers des Repräsentantenhauses (Speaker) innegehabt hatte und dem McCormack Anfang 1962 in diesem Amt folgte. Nach der Ermordung John F. Kennedys am 22. November 1963 wäre er im Falle einer Amtsunfähigkeit des neuen Präsidenten Lyndon B. Johnson die erste Person gewesen, welche die Präsidentschaft hätte übernehmen müssen. Während dieser Zeit stand McCormack unter besonderem Schutz des Secret Service bis am 20. Januar 1965 Hubert H. Humphrey zum Vizepräsidenten vereidigt wurde. Dieses Amt war zuvor unbesetzt gewesen.
Nachdem Versuche, ihn von seinem Amt als Speaker zu stürzen, Ende der 1960er Jahre, erfolglos endeten, wurde er 1969 in einen Skandal verwickelt, als zwei enge Mitarbeiter verurteilt wurden. Im Mai 1970 gab er bekannt, dass er sich mit Ende der Legislaturperiode im Januar 1971 aus der Politik zurückziehen würde. Er lebte bis zu seinem Tod in der Nähe von Boston, wo er 1980 im Alter von 88 Jahren an einer Lungenentzündung starb.